# Barbie Fairytopia - Mermaidia
Barbie Fairytopia - Mermaidia (Barbie Fairytopia: Mermaidia) o semplicemente Barbie Mermaidia è un film d'animazione in computer grafica del 2006 diretto da Walter P. Martishius e William Lau. 
È stato trasmesso per la prima volta su Nickelodeon il 5 marzo 2006, per poi essere distribuito sul mercato home video il 14 marzo. È il settimo film di Barbie ed è il secondo episodio della serie Fairytopia.

## Trama
(Prologo)
Elina passa il tempo volando con le sue ali insieme all'amica Dandelion e Bibble. Un giorno vengono seguiti da una farfalla marina che dice a Elina che Nalu, il principe dei tritoni, è stato rapito dai Fungus di Laverna, supplicandola di andare a salvarlo. Intanto i Fungus, guidati da Maximus, interrogano Nalu circa la posizione della Bacca dell'Immunità, che se mangiata consentirebbe a Laverna di fuggire dall'esilio nelle Paludi dell'Entroterra e la renderebbe immune a qualsiasi tipo di magia; quando Nalu rifiuta di rivelarglielo, Maximus minaccia di versare sul mare una fiala contenente un potente veleno che si diffonderà su tutta Mermaidia, così Nalu è costretto ad accettare.
Elina incontra la sirena Nori, amica di Nalu, che all'inizio respinge sgarbatamente la richiesta di Elina di aiutarla perché vuole salvarlo da sola; allora, Elina e Bibble mangiano alcune alghe che permettono loro di respirare sott'acqua, seguendo Nori fino a Mermaidia. Insieme raggiungono l'oracolo Delphine, la quale afferma che per trovare Nalu dovranno attraversare gli Abissi della Disperazione e cercare lo Specchio della Nebbia; però, Elina dovrà sacrificare le proprie ali in cambio di una coda, in quanto le correnti degli Abissi sono troppo forti per essere attraversate da una fata. Delphine consegna a Elina una collana con cinque perle bianche: se accetterà di trasformarsi in una sirena esse diventeranno blu per poi tornare bianche una alla volta, e se lei sarà fuori dall'acqua prima che l'ultima perla torni completamente bianca, riavrà le sue ali, altrimenti rimarrà una sirena per sempre.
Elina esita a trasformarsi, ma quando Nori rischia di venir schiacciata da alcuni tentacoli attaccati a una parete, Elina accetta e diventa una sirena. Dopo aver aiutato Nori, le due raggiungono il fondo e trovano lo Specchio della Nebbia, custodito da un pesce che mostra loro dove si trova Nalu e fornisce loro una bolla magica per mostrare il percorso. Elina, Nori e Bibble partono immediatamente; nel frattempo due perle sono già diventate bianche, ma Elina non se ne preoccupa troppo perché ha ancora molto tempo prima di tornare in superficie. Durante la traversata passano per una grotta disseminata di bollenti geyser, oltre la quale trovano un'altra grotta che contiene molte bacche che conferiscono poteri diversi; Bibble ne mangia una e comincia a parlare con un'altra voce. Raggiunto il luogo dove Nalu è prigioniero, sfruttano la voce di Bibble per distrarre i Fungus di guardia e liberano l'amico. Proprio mentre aiutano Nalu, sorpreso di vedere Elina con la coda da sirena, notano che altre due perle sono tornate bianche. Nel frattempo Maximus trova la caverna dove si trova la Bacca dell'Immunità, ma Bibble riesce a fargliela cadere di mano e Nori prontamente la afferra, venendo inseguita dai Fungus.
Nori passa la bacca a Nalu che a sua volta la passa a Elina. Quest'ultima, notando che l'ultima perla sta per tornare bianca, risale per una cascata sedendosi sopra un masso; lì Elina incontra Maximus che, minacciandola di avvelenare Mermaidia, la costringe a consegnargli la bacca. Tuttavia, lui fa cadere lo stesso la fiala che contiene il veleno ed Elina, senza pensarci due volte, si getta dalla cascata riuscendo ad afferrare e chiudere la fiala in tempo; purtroppo entra in acqua proprio nel momento in cui l'ultima perla ritorna bianca, perciò rimane con la coda da sirena. Nalu è preoccupato per le sorti del regno, ma Nori ed Elina rivelano di aver scambiato la Bacca dell'Immunità con la Bacca del Vero Io, che mostra il vero aspetto di chi la ingerisce; le due bacche si somigliano molto, tranne per una striscia rossa che le avvolge (e che avevano dipinto in maniera identica), perciò i Fungus credevano di avere quella giusta. Nori, vedendo lo sconforto di Elina, recupera un'altra Bacca del Vero Io, così Elina torna ad essere una fata, con un nuovo paio di ali; inoltre, Nori capisce che Elina non è innamorata di Nalu, come inizialmente pensava (era per questo che voleva cercarlo da sola), infatti Nalu ricambia i sentimenti di Nori. Elina torna con Bibble al Prato Magico dove ritrova l'amica Dandelion, felice di vederla sana e salva, e Azura, che si congratula con lei; nel mentre, Laverna dà un morso alla bacca, ma contrariamente a quanto si aspetta si trasforma in un rospo. Capendo che è stata opera di Elina, Laverna giura che presto o tardi si vendicherà.
(Barbie, dopo i titoli di coda)

## Personaggi
- Elina: è la fata protagonista della serie Fairytopia. In questo film si dirige a Mermaidia per salvare Nalu, e per farlo si vede costretta a rinunciare alle sue ali trasformandosi cosi in una sirena. Alla fine sacrifica le sue ali per salvare Mermaidia, ma grazie alla Bacca del Vero Io riesce a tornare una fata, ottenendo anche un nuovo paio di ali.

- Bibble: è una funghetta un po' fifona, amica inseparabile di Elina e sua compagna di avventure. In questo film, essendo golosa, mangia una bacca che le fa ottenere per breve tempo una voce da cantante soul.

- Nori: è una sirena amica di Nalu del quale è segretamente innamorata. All'inizio é scontrosa con Elina perché crede che Nalu sia innamorato di lei e quindi non accetta il suo aiuto, ma quando negli abissi della disperazione Elina le salva la vita, cambia opinione e le due diventano amiche. Alla fine scopre che Nalu non è innamorato di Elina e che ricambia i suoi sentimenti.

- Nalu: è il principe dei tritoni amico di Elina e innamorato di Nori. In questo film viene catturato dai Fungus per scoprire dove si trova la Bacca dell'Immunità. Alla fine viene salvato da Elina e Nori e scopre che quest'ultima ricambia i suoi sentimenti.

- Dandelion: è una fata amica di Elina da sempre. Cerca di unirsi all'avventura ma viene convinta a rimanere a casa.

- Dephine: è l'oracolo di Mermaidia che si finge la guida del traghetto. Aiuta Elina, Nori e Bibble a trovare Nalu.

- Fate sirene: sono delle sirene poco serie con le ali.

- Farfalla marina: è una farfalla marina che non riesce mai a stare zitta. Avverte Elina del rapimento di Nalu.

- Occhioni: è un pesce che vive negli abissi della disperazione ed è custode dello specchio della nebbia. Aiuta Elina e Nori a trovare Nalu.

- Azura: è una dei custodi di Fairytopia, narratrice del film e grande amica di Elina, nella quale ha molta fiducia. Compare solo alla fine del film quando si congratula con Elina per il suo coraggio.

- Laverna: è la sorella gemella dell'Incantatrice e antagonista del film. Dopo il film precedente è stata esiliata nelle Paludi dell'Entroterra. Desidera diventare la sovrana di Fairytopia e per questo manda i Fungus a prendere la Bacca dell'Immunità, così da diventare immune alla magia. Viene trasformata in un rospo dopo aver mangiato la Bacca del Vero Io.

- Maximus: è il capo dei Fungus ed è quello più fedele a Laverna, nonostante venga anch'esso maltrattato da lei.

- Fungus: sono i tirapiedi un po' tonti di Laverna.

## Doppiaggio
Il doppiaggio italiano è stato eseguito da E.T.S. European Television Service, in collaborazione con Etcetera Group e diretto da Elio Zamuto su dialoghi di Fabrizio Manfredi. È l'ultimo film della serie in cui Barbie è doppiata da Daniela Fava. 
| Personaggio        | Doppiatore originale                                              | Doppiatore italiano                |
| ------------------ | ----------------------------------------------------------------- | ---------------------------------- |
| Elina              | Kelly Sheridan                                                    | Daniela Fava                       |
| Bibble             | Lee Tockar, Blu Mankuma (voce modificata), Raphael Wagner (canto) | Domenico Maugeri (voce modificata) |
| Fungus #1, #2      | Lee Tockar                                                        | Ambrogio Colombo                   |
| Maximus            | Christopher Gaze                                                  | Antonio Palumbo                    |
| Laverna            | Kathleen Barr                                                     | Alessandra Korompay                |
| Nori               | Chiara Zanni                                                      | Michela Alborghetti                |
| Farfalla marina    | Andrea Libman                                                     | Antonella Baldini                  |
| Fata marina gialla | Brittney Wilson                                                   | Veronica Puccio                    |
| Occhiciechi        | Pam Hyatt                                                         | Cinzia De Carolis                  |
| Dandelion          | Tabitha St. Germain                                               | Francesca Manicone                 |
| Azura              | Venus Terzo                                                       | Francesca Fiorentini               |
| Fata marina viola  | Venus Terzo                                                       | Valeria Vidali                     |
| Nalu               | Alessandro Juliani                                                | Daniele Barcaroli                  |
| Delphine/Shellie   | Nicole Oliver                                                     | Daniela Abruzzese                  |
| Sirenettina        | Nicole Oliver                                                     | Perla Liberatori                   |

### Prequel
- Barbie Fairytopia, regia di Walter P. Martishius e William Lau (2005)

### Sequel
- Barbie Fairytopia - La magia dell'arcobaleno, regia di William Lau (2007)